# Victor Martin (prêtre)
 (avril 2020).
Si vous disposez d'ouvrages ou d'articles de référence ou si vous connaissez des sites web de qualité traitant du thème abordé ici, merci de compléter l'article en donnant les références utiles à sa vérifiabilité et en les liant à la section « Notes et références ».
Pour les articles homonymes, voir Victor Martin et Martin.
Joseph Victor Martin, né le 23 mai 1886 à Saint-Clément (Allier) et mort le 4 septembre 1945  à Saint-Clément (Allier), est un prêtre catholique, professeur et doyen de faculté, chanoine honoraire de la cathédrale de Strasbourg, protonotaire apostolique.
Sa carrière est à la fois celle d'un prêtre, d'un historien, d'un juriste, d'un pédagogue et d'un administrateur. 

## Biographie
Joseph Victor Martin naît le 23 mai 1886 à Saint-Clément (Allier). Il est le huitième et dernier enfant d'une famille modeste : ses parents sont épiciers au village de Saint-Clément. Après ses études au séminaire de Moulins, il est ordonné prêtre catholique à Moulins le 29 juin 1910. De 1914 à 1919, il est chapelain à l'église Saint-Louis-des-Français de Rome, et y aura pour supérieur Joseph Guthlin puis Boudinhon. Durant cette période, il devient avocat à la Rote. En 1919, il devient docteur ès lettres à la Faculté des Lettres de Clermont-Ferrand; sa thèse porte sur Le gallicanisme et la réforme catholique. Il est nommé maître de conférences à la faculté de théologie catholique de Strasbourg.
Dès 1920, il est titulaire de la chaire de droit canonique, secondé par Pierre Dib.
En 1923, il est élu doyen de la faculté de théologie catholique de Strasbourg. Il crée le Collège universitaire des clercs étrangers (ou Séminaire international), et le collège Saint-Basile destiné à recevoir les clercs orthodoxes désirant suivre les cours de la Faculté et de l'institut de Droit canonique,. En 1925, il est consacré prélat de Sa Sainteté, ce qui lui vaut le titre de Monseigneur. En 1927, il est nommé chanoine honoraire de la cathédrale de Strasbourg.
Du 06 mai au 24 juin 1928, il participe à une mission diplomatique en Europe centrale et en Europe orientale ( Yougoslavie, Tchécoslovaquie, Roumanie et Bulgarie), avec un passeport diplomatique accordé par le gouvernement Poincaré. 
En 1928, il est ordonné chevalier de la Légion d'honneur par le président Poincaré. En 1940, il est nommé protonotaire apostolique.
En 1939-1945, pendant l'annexion de l'Alsace-Moselle, il est replié avec la faculté à Chamalières, près de Clermont-Ferrand. 
Il meurt dans son village natal le 4 septembre 1945 .

### Ouvrages
- Le Gallicanisme et la réforme catholique. Essai historique sur l'introduction en France des décrets du concile de Trente (1563-1615), Paris, Picard, 1919 (ouvrage couronné par l'Académie des Sciences morales et politiques, prix Drouyn de Lhuys)
- Les négociations du nonce Silingardi, évêque de Modène, relatives à la publication du concile de Trente en France (1599-1601). Documents, Paris, Picard, 1919.
- Le Gallicanisme politique et le clergé de France, Paris, Picard, 1929. Ouvrage couronné par l'Académie Française, prix d'Académie[Lequel ?].
- Les cardinaux et la curie. Tribunaux et offices ; la vacance du Siège apostolique in Bibliothèque catholique des sciences religieuses, Paris, Bloud et Gay, 1930.
- Les congrégations romaines in Bibliothèque catholique des sciences religieuses, Paris, Bloud et Gay, 1930.
- Histoire de l'Église depuis les origines jusqu'à nos jours, in Fliche- Martin, t. I-VII, 1934-1944, Paris, Bloud et Gay.
- Les origines du Gallicanisme, I-II, Paris, Bloud et Gay, 1939.

### Articles
- La reprise des relations diplomatiques entre la France et le Saint-Siège, T en 1595, RevScR, I, 1921, p. 338-378 ; II, 1922, p. 233-378.
- Sur quelques changements imposés par la publication du Code à la « doctrine » des canonistes en matière d'empêchement de mariage, ibid., II, 1922, p. 451-459.
- Le choix des évêques dans l'Église latine, ibid., IV, 1924, p. 229-264.
- L'adoption du Gallicanisme politique par le clergé de France, VI, 1926, p. 305-344 ; p. 453-498 ; VII 1927, p. 1-51 ; p. 181-225 ; p. 373-401 ; p. 545-578 ; VIII, 1928, p. 1-23 ; p. 173-195 ; p. 361-397.
- Le « privilegium canonicum » dans le sacre des rois de France, ibid.r XVII, 1937, p. 1-24.
- Comment s'est formée la doctrine de la supériorité du concile sur le pape, ibid., XVII, 1937, p. 121-143 ; p. 261-289 ; p. 405-427.